# Londoner Statut
Das Londoner Statut (vollständiger amtlicher Titel: Londoner Viermächte-Abkommen vom 8. August 1945, auch Londoner Charta oder Nürnberger Charta) legte Rechtsgrundlagen und Prozessordnung des Internationalen und der amerikanischen Militärgerichtshöfe fest, die für die Nürnberger Prozesse ins Leben gerufen wurden. Am 8. August 1945 wurde auf der Londoner Konferenz das Londoner Viermächte-Abkommen von Vertretern der Hauptalliierten des Zweiten Weltkriegs unterzeichnet. Das Statut des Internationalen Militärgerichtshofs war ein Annex dieses Abkommens. Es wird heute als „Geburtsurkunde des Völkerstrafrechts“ angesehen. In materiell-rechtlicher Hinsicht bildete das Londoner Statut die Basis des Kontrollratsgesetz Nr. 10, das die Justizbehörden der alliierten Militärregierungen der Strafverfolgung in den Nürnberger Nachfolgeprozessen zugrunde legten.

## Entstehung
Das Statut baute auf der „Erklärung zu den deutschen Gräueltaten“ (Declaration of German Atrocities) auf, die auf der Moskauer Drei-Mächte-Konferenz im Oktober 1943 von den Vereinigten Staaten von Amerika, der Sowjetunion und Großbritannien unterzeichnet wurde. Das Gericht sollte für solche Kriegsverbrecher zuständig sein, „für deren Verbrechen ein geographisch bestimmter Ort nicht gegeben ist“. Andere Kriegsverbrecher sollten entsprechend der Moskauer Erklärung in die Länder überführt werden, in denen sie ihre Verbrechen begangen hatten, und dort vor nationale Gerichte gestellt werden.
Der Text des Statuts wurde von den Rechtsdelegationen der vier alliierten Mächte beraten, die unter der Führung des britischen Lordkanzlers Sir William Jowitt, der Sir David Maxwell Fyfe nach der Auflösung der Kriegsregierung Churchills ablöste, in London tagten. Die amerikanische Delegation wurde vom Richter am Obersten Gerichtshof der Vereinigten Staaten Robert H. Jackson geleitet, die französische vom Richter am Pariser Cour de cassation Robert Falco. Der stellvertretende Vorsitzende des Obersten Sowjetischen Gerichtshofs Iona Nikittschenko war Leiter der sowjetischen Delegation und Kronanwalt Sir Hartley Shawcross der britische Delegationsleiter.
Das Londoner Statut wurde von den USA, der Sowjetunion und Großbritannien unterzeichnet, zusätzlich aber auch von der Provisorischen Regierung der Französischen Republik. Es sah eine Beitrittsmöglichkeit für weitere Länder der Vereinten Nationen vor. Die vier Signatarmächte stellten auch je einen Richter für den Internationalen Militärgerichtshof in Nürnberg, der den Nürnberger Prozess gegen die Hauptkriegsverbrecher führte.

## Inhalt
Das Statut bestimmte, dass ein Internationaler Militärgerichtshof gebildet werden sollte, der Hauptkriegsverbrecher der europäischen Achsenmächte aburteilen und bestrafen sollte. Er sollte insbesondere das Recht haben, alle Personen abzuurteilen, die einzeln, als Mitglieder einer Organisation oder Gruppe folgende Verbrechen begingen:
- Verbrechen gegen den Frieden,
- Kriegsverbrechen,
- Verbrechen gegen die Menschlichkeit.

Zwei dieser Kategorien waren zuvor nicht kodifizierte Strafnormen des Völkerrechts. Unter „Verbrechen gegen den Frieden“ wurde Planung, Einleitung und Durchführung eines Angriffskriegs verstanden, sowie die Beteiligung an einem gemeinsamen Plan oder an einer Verschwörung dazu. Als „Verbrechen gegen die Menschlichkeit“ wurden diejenigen Maßnahmen definiert, die sich abseits der Kriegshandlungen gegen die Zivilbevölkerung eines Landes richteten. Darunter fielen die Ermordung, Versklavung und Deportation von Zivilisten, Verfolgungen aus politischen, rassistischen oder religiösen Gründen. Damit war die Problematik der Rückwirkung gegeben, weil die Gesetze zum Zeitpunkt der Begehung dieser Taten nicht bestanden.
Im Statut wurde außerdem geregelt, dass eine Amtsposition weder ein Strafhindernis sein noch sich strafmildernd auswirken sollte. Damit wurde die strafrechtliche Verantwortlichkeit von Regierungsangehörigen etabliert. Auch die Strafbarkeit der Ausführung verbrecherischer Befehle wurde festgelegt, wobei jedoch dem Militärgerichtshof ein Ermessensspielraum eingeräumt wurde, die Gehorsamspflicht als strafmildernd einzustufen.
In verfahrensmäßiger Hinsicht übernahm das Statut weitgehend angelsächsische Rechtstradition. Entsprechende Regelungen zur Prozessordnung im Statut ermöglichten es dem Gericht, auf Protokolle der Anklagebehörde aus der Vernehmung von Zeugen und Auskunftspersonen (so genannte Affidavits) zurückzugreifen. Diese Personen mussten vom Gericht nicht selbst angehört werden. Beweismaterial konnten die Richter zurückweisen, wenn es ihnen als „unerheblich“ erschien. Nicht nur diese Regelungen sollten für die rasche Abwicklung der Prozesse sorgen, sondern es sollte den Angeklagten außerdem die Möglichkeit genommen werden, den Prozess durch den Vorwurf in die Länge zu ziehen, auch die Alliierten hätten Kriegsverbrechen begangen („tu quoque“).
Zusätzlich konnten sie eigene Beweise zu ihrer Entlastung vorlegen und Zeugen ins Kreuzverhör nehmen. Das Urteil war nach Art. 26 endgültig und unanfechtbar.
Das Statut war auch die Grundlage für die finnische Rechtsordnung, die vom finnischen Parlament am 11. September 1945 verabschiedet wurde und die Kriegsschuld-Prozesse in Finnland ermöglichte.